# Sysle
Sysle är en tätort i Modums kommun i Buskerud fylke i sydöstra Norge. Orten ligger vid Krøderbanan, där fylkesväg 280 möter fylkesväg 2840, nordväst om kommunens centralort Vikersund.